# 2月20日
2月20日是公历一年中的第51天，离全年结束还有314天（闰年则还有315天）。

## 大事记

### 19世紀以前
- 1472年：在與丹麥的瑪格麗特結婚後，蘇格蘭國王詹姆斯三世獲得奧克尼和設德蘭兩地。
- 1547年：在亨利八世逝世後，年僅9歲的愛德華六世在西敏寺加冕成為英格蘭國王。
- 1685年：羅貝爾·德·拉薩勒率領殖民者在馬塔戈爾達灣（英语：Matagorda Bay）附近登陸，並建立法屬德克薩斯。
- 1798年：法國軍官路易-亞歷山大·貝爾蒂埃率領軍隊佔領羅馬，並將教宗庇護六世押解回西恩納。

### 19世紀
- 1816年：由義大利作曲家焦阿基諾·羅西尼創作的歌劇《塞維亞的理髮師》在羅馬首次演出。
- 1872年：位于美国纽约的大都会艺术博物馆首次开放，是世界上最大的艺术博物馆之一。
- 1897年：大清邮政在北京开办。

### 20世紀
- 1911年：中國东三省发生鼠疫。
- 1915年：巴拿马运河开通。
- 1936年：东北抗日联军成立。
- 1943年：墨西哥米却肯州一块玉米田里的裂缝喷发口开始涌出岩浆，最终形成帕里库廷火山。
- 1947年：中國人民解放軍在萊蕪戰役取得勝利。
- 1958年：中國与阿尔及利亚建交。
- 1962年：美国宇航员约翰·葛伦乘坐水星-宇宙神6号升空，为首个进入地球轨道的美国太空人。
- 1968年：中国空间技术研究院成立。
- 1970年：巴吞他尼府的法身寺開山，是泰國最大的佛教寺廟之一。
- 1972年：耗資三億二千萬港元興建的香港紅磡海底隧道舉行貫通儀式。
- 1985年：中华人民共和国首个南极考察站中国南极长城站举行落成典礼。
- 1986年：英法簽定坎特伯雷條約（英语：Treaty of Canterbury），開挖英法海底隧道。
- 1988年：亞塞拜然的納戈爾諾－卡拉巴赫自治州決定與亞美尼亞統一，引發纳戈尔诺－卡拉巴赫战争。
- 1992年：英格蘭超級聯賽成立。
- 1998年：15歲的美國花式滑冰運動員塔拉·利平斯基成為當時冬季奧運史上最年輕的金牌得主。

### 21世紀
- 2002年：埃及火車大火，370餘人死亡[1]。
- 2005年：西班牙成為第一個針對欧盟宪法草案舉行公民投票的國家，投票結果以壓倒性的票數通過歐盟憲法草案。
- 2011年：受突尼西亞茉莉花革命的影響，部分中國異見者發起中國茉莉花革命。
- 2022年：中國北京市國家體育場舉行2022年冬季奧林匹克運動會的閉幕式，其中挪威代表團贏得最多面金牌。
- 2022年：衣索比亞青尼羅河的衣索比亞復興大壩正式啟用發電，此為全非洲規模最大的水力發電工程。
- 2022年：尼泊爾聯邦議會正式批准與美國簽署的千禧年挑戰計劃協議，首都加德滿都爆發示威運動。

## 出生
- 1748年：路德·马丁，美國政治人物（1826年逝世）
- 1754年：史蒂芬·R·布拉德利，美國律師、政治人物、法官（1830年逝世）
- 1753年：路易-亚历山大·贝尔蒂埃，法国元帅（1815年逝世）
- 1757年：約翰·富勒，英國贊助家兼慈善家兼顧問（1834年逝世）
- 1808年：伯多祿·博里，法國天主教傳教士（1838年逝世）
- 1844年：路德維希·波茲曼，奧地利物理學家、哲學家（1906年逝世）
- 1848年：烏列爾·塞伯里，美國海軍職業軍官（1922年逝世）
- 1886年：石川啄木，日本詩人、小說家、評論家（1912年逝世）
- 1886年：库恩·贝拉，匈牙利共產主義革命家（1939年逝世）
- 1900年：瑪麗雅姆·真納，巴基斯坦國父真納的夫人（1929年逝世）
- 1901年：路易·康，美國建筑师（1974年逝世）
- 1901年：穆罕默德·納吉布，埃及政治人物，首任埃及總統（1984年逝世）
- 1902年：安塞尔·亚当斯，美國摄影家（1984年逝世）
- 1902年：凱薩琳·威，美國物理學家（1995年逝世）
- 1904年：阿列克谢·柯西金，苏联政府首腦（1980年逝世）
- 1912年：皮埃爾·布勒，法國小說家（1994年逝世）
- 1920年：葉夫根尼·德拉貢諾夫，蘇聯槍械設計師，德拉古諾夫狙擊步槍設計者（1991年逝世）
- 1921年：約瑟夫·艾伯特·沃克，美國試飛員、實驗物理學家、太空人（1966年逝世）
- 1923年：維克托·阿提耶，美國政治人物，第32任奧勒岡州州長（2014年逝世）
- 1925年：栃錦清隆，日本相撲力士，第44代橫綱（1990年逝世）
- 1925年：勞勃·阿特曼，美國電影導演（2006年逝世）
- 1926年：鮑勃·理查茲，美國男子田徑運動員（2023年逝世）
- 1926年：姚朋，臺灣新聞工作者、作家（2025年逝世）
- 1927年：于貝爾·德·紀梵希，法国时尚设计师（2018年逝世）
- 1927年：，美國演員、導演、作家、外交官，全世界第一位黑人奧斯卡影帝（2022年逝世）
- 1928年：李兆基，香港企業家、富豪（2025年逝世）
- 1931年：约翰·米尔诺，美国数学家
- 1933年：高齐云，中国哲学家（2005年逝世）
- 1936年：長嶋茂雄，日本職業棒球員、教練（2025年逝世）
- 1940年：吉米·格雷夫斯，前英格蘭職業足球運動員（2021年逝世）
- 1941年：林吉祥，马来西亚政治人物
- 1942年：米奇·麥康諾，美國政治人物，現任美國參議院少數黨領袖
- 1943年：安東尼奧·豬木，日本職業摔角選手，曾任日本參議員（2022年逝世）
- 1945年：喬治·斯穆特，美國天體物理學家、宇宙學家，2006年諾貝爾物理學獎得主
- 1948年：張致遠，臺灣登山家、電視製作人（2015年逝世）
- 1948年：克里斯托弗·皮萨里德斯，賽普勒斯-英國經濟學家，2010年諾貝爾經濟學獎得主（2015年逝世）
- 1949年：伊凡娜·川普，捷克裔美國社交名媛、前時裝模特（2022年逝世）
- 1950年：志村健，日本藝人（2020年逝世）
- 1951年：許不了，台灣演員（1985年逝世）
- 1951年：美內鈴惠，日本漫畫家
- 1951年：戈登·布朗，英國政治人物，曾任英國首相
- 1953年：喬恩·本特利，美國計算機科學家
- 1953年：陳一郎，台灣歌手（2001年逝世）
- 1954年：阿比達·帕維，巴基斯坦音乐家
- 1954年：派翠西亞·赫茲，美國女演員
- 1957年：林在培，台灣男演員
- 1959年：稻田朋美，日本女政治家
- 1959年：沈相奵，韓國政治人物
- 1960年：河森正治，日本動畫監督
- 1963年：崔永元，中國節目主持人
- 1963年：查尔斯·巴克利，美國籃球運動員
- 1966年：，美国超级名模
- 1967年：科特·柯本，美國音乐家（1994年逝世）
- 1969年：朱樺，中國歌手
- 1969年：斯尼薩·米哈伊洛維奇，南斯拉夫前足球運動員。（2022年逝世）
- 1971年：鍾定程，香港男子輪椅擊劍運動員
- 1971年：亚里·利特马宁，芬蘭足球運動員
- 1977年：何國泉，香港足球運動員
- 1977年：楊雁雁，馬來西亞女演員
- 1978年：孫協志，台灣男演員
- 1979年：趙永洪，香港男演員
- 1979年：森田剛，日本歌手
- 1979年：宋鐘國，韓國足球運動員
- 1980年：鍾盛忠，馬來西亞男藝人
- 1980年：中村悠一，日本男性聲優
- 1980年：水上悟志，日本漫畫家
- 1981年：阿德里安·拉莫，美國威脅分析師、駭客（2018年逝世）
- 1981年：李尚正，香港主持人、電影演員、撰稿人
- 1982年：南派三叔，中國作家
- 1984年：小出惠介，日本演員
- 1984年：特雷弗·諾亞，南非喜劇演員、作家、製片人、政治評論員、電視主持人
- 1985年：曾恩琦，台灣女藝人、模特兒
- 1985年：米高·奧利華，英格蘭足球球證
- 1987年：沈威年，台灣男演員
- 1988年：邱慧雯，台灣女藝人
- 1988年：奇甫倍，韓國射箭運動員
- 1988年：蕾哈娜，巴巴多斯歌手、作词家
- 1991年：張庭瑚，台灣男演員
- 1991年：海蒂·狄亞士，菲律賓女子舉重運動員
- 1992年：雷·尼科爾森，美國男演員
- 1993年：橋本奈奈未，日本女子偶像團體乃木坂46成員
- 1993年：喬治雅·顧，英國女歌手、作詞家
- 1993年：莊·皮雷斯，烏拉圭職業足球運動員
- 1994年：布里吉德·科斯蓋，肯亞女子田徑運動員
- 1996年：伊藤萬理華，日本女子偶像團體乃木坂46成員
- 2000年：米拉克·克里什托夫，匈牙利男子游泳運動員
- 2003年：奧莉維亞·羅德里戈，美國創作歌手、演員
- 2006年：賀博，美國男子籃球運動員
- 2007年：梁善知，香港女藝人

## 逝世
- 757年：李璘，唐玄宗第十六子，封永王（约720年左右出生）
- 1258年：穆斯台綏木，最後一位阿拔斯帝國哈里發（1213年出生）
- 1431年：教宗瑪定五世，羅馬主教（1369年出生）
- 1567年：埃斯塔西奧·德·薩，葡萄牙軍官、探險家、征服者（1520年出生）
- 1661年：加藤明成，日本江戶時代大名（1592年出生）
- 1790年：约瑟夫二世，神圣罗马皇帝（1741年出生）
- 1841年：弗里德里希·瑟圖納，德國藥劑師、化學家，嗎啡的發明者（1783年出生）
- 1861年：歐仁·斯克里布，法國劇作家（1791年出生）
- 1895年：·道格拉斯，美國黑人政治家、演說家、作家（1818年出生）
- 1906年：讓·路易·卡巴尼斯，德國鳥類學家（1816年出生）
- 1907年：亨利·莫瓦桑，法國化學家，1906年諾貝爾化學獎得主（1852年出生）
- 1929年：蘇兆征，中國早期工人運動領導人（1885年出生）
- 1929年：瑪麗雅姆·真納，巴基斯坦國父真納的夫人（1900年出生）
- 1933年：小林多喜二，日本作家（1903年出生）
- 1946年：李烈鈞，國民政府軍事參議院院長（1882年出生）
- 1956年：海因里希·巴克豪森，德國物理學家（1881年出生）
- 1960年：J·H·律敦治，香港商人和慈善家（1880年出生）
- 1960年：馬塞爾·席恩，斯洛伐克裔美國物理學家（1902年出生）
- 1961年：帕西·葛人傑，澳洲作曲家（1882年出生）
- 1962年：鳥井信治郎，日本企業家，三得利創辦人（1879年出生）
- 1966年：切斯特·威廉·尼米兹，美國海軍五星上將（1885年出生）
- 1972年：瑪麗亞·格佩特-梅耶，德裔美國物理學家，1963年諾貝爾物理學獎得主（1906年出生）
- 1979年：內里奧·羅科，義大利職業足球運動員、教練（1912年出生）
- 1996年：武滿徹，日本作曲家（1930年出生）
- 2000年：郭啟彰，臺灣水產養殖者（1912年出生）
- 2000年：阿納托利·亞歷山德洛維奇·索布恰克，俄羅斯政治家，聖彼得堡市長（1937年出生）
- 2006年：方召麐，傑出國畫大師，香港特區前政務司司長陳方安生的母親（1914年出生）
- 2009年：傅禎彝，中華民國空軍第一批儲訓女飛行員（1921年出生）
- 2010年：亚历山大·黑格，美國政治人物，第59任美國國務卿（1924年出生）
- 2012年：黃崑巖，干擾素與感染免疫研究者，國立成功大學醫學院創院院長（1933年出生）
- 2014年：路学长，中国著名导演（1964年出生）
- 2016年：高菊花，臺灣女歌手、教師（1932年出生）
- 2016年：洪百慧，台灣台語女歌手（1977年出生）
- 2021年：黃崑濱，記錄片《無米樂》的主角之一（1929年出生）
- 2023年：謝苗·格施泰因，俄羅斯物理學家（1929年出生）
- 2024年：山本陽子，日本女演員（1942年出生）
- 2024年：安德烈亞斯·布雷默，德國職業足球運動員（1960年出生）
- 2025年：大衛·L·博倫，美國政治人物（1941年出生）
- 2025年：漢斯·凱爾·拉斯穆森，丹麥男子射擊運動員（1954年出生）

## 节假日和习俗
- 世界社會正義日（英语：World Day of Social Justice）
- 美國聖公會：弗雷德里克·道格拉斯慶節